# علم ساموا

علم ساموا

أعتمد علم ساموا في 24 شباط - فبراير من سنة 1949 ويتكون علم ساموا من كانتون أزرق بداخله خمسة نجوم بيضاء مختلفة الأحجام موضوعة بشكل صليب الجنوب على حقل أحمر.

## معنى الوان العلم
- الأحمر:يرمز إلى الشجاعة .
- الأزرق: يرمز إلى الحرية .
- الأبيض:يرمز إلى النقاء .

## أعلام تاريخية

علم ساموا الألمانية أيام الإمبراطورية الألمانية مابين 1 أذار من عام 1900 إلى 29 آب من عام 1914 .
العلم المستخدم في ساموا الغربية أيام الاستعمار النيوزيلندي لها مابين 29 آب من عام 1914 إلى 30 تموز من عام 1922 .
العلم الأزرق المستخدم في ساموا الغربية أيام الانتداب النيوزيلندي مابين 30 تموز من عام 1922 إلى 1 كانون الثاني من عام 1962 .
علم ساموا الغربية 26 أيار من عام 1948 إلى 24 شباط من عام 1949 (مع كوكبة صليب الجنوب التي تدل على الارتباط التاريخي بنيوزيلندا).

## أعلام مشابهة

علم تايوان
علم بورما السابق (1948-1974)
علم بورما السابق (1974-2010)
علم كمبوديا السابق (1970-1975)